# Maurizio Sarri
Maurizio Sarri, né le 10 janvier 1959 à Naples, est un entraîneur de football italien. Il est l'actuel entraîneur du Lazio Rome.

## Biographie
Fils d'ouvriers toscans, Maurizio Sarri était cadre d'agence bancaire pour la banque Montepaschi, tout en jouant au football en niveau amateur. Il quitte en 2002 le secteur bancaire afin d'embrasser une carrière d'entraîneur de football.
Après avoir successivement entraîné en cinquième, quatrième et troisième division du championnat italien, il devient pour la première fois entraîneur d'un club de Serie B lorsqu'il est nommé entraîneur de Pescara le 9 juin 2005. Pour cette première expérience en deuxième division, il obtient le maintien à trois matches de la fin du championnat.
Après avoir entraîné divers clubs de Lega Pro et de Serie B durant huit ans, il est nommé le 25 juin 2012 entraîneur de l'Empoli, qui évoluait alors en Serie B. À l'issue de la saison 2013-2014, Empoli termine deuxième du championnat et est promu en Serie A.
Sarri effectue donc ses débuts d'entraîneur en Serie A à 55 ans, lors de la saison 2014-2015, au sein du club toscan.
Après une excellente première saison à l'issue de laquelle Empoli termine en 15e position avec 42 points, il démissionne pour devenir entraîneur du SSC Naples.
Le 25 mai 2018, Carlo Ancelotti lui succède au poste d'entraîneur du SSC Napoli.
Le 14 juillet 2018, il est nommé pour trois saisons au poste d'entraîneur de Chelsea FC, remplaçant son compatriote Antonio Conte.
Le 16 juin 2019, il est nommé au poste d'entraîneur de la Juventus pour une durée de trois ans.
Le 8 août 2020, au lendemain de l'élimination de la Juventus en huitième de finale de la Ligue des champions de l'UEFA face à l'OL, il est démis de ses fonctions.
Le 9 juin 2021, il s'engage officiellement avec la Lazio Rome, où il restera en poste jusqu'au 13 mars 2024, jour où il démissionne de ses fonctions.

## Palmarès
|  |  | SSC Naples - Serie A - Vice-champion : 2016 et 2018 |  | Chelsea FC - Coupe de la Ligue anglaise - Finaliste : 2019 - Ligue Europa - Vainqueur : 2019 |  | Juventus FC - Serie A - Champion : 2020 - Coupe d'Italie - Finaliste : 2020 - Supercoupe d'Italie - Finaliste : 2019 |  | SS Lazio - Serie A - Vice-champion : 2023 |

## Distinctions individuelles
- Panchina d'oro (français : banc d'or) meilleur entraîneur de l'année en Serie A italienne : 2015-16[6]

## Méthode
Campé dans un 4-3-3, avec une ligne défensive très haute, Sarri dispose un milieu à trois, une pointe basse derrière deux milieux relayeurs chargés d'animer le front de l'attaque avec un trio créatif. La « méthode Sarri » est caractérisée par un pressing agressif et beaucoup de verticalité ; la qualité de son jeu repose sur un rythme insoutenable, que ce soit avec ou sans ballon, et par la construction d'un jeu court, au sol, dans les petits espaces cherchant la profondeur de la défense adverse, qui n'est pas sans rappeler la tactique adoptée par le FC Barcelone au temps de Pep Guardiola,,,,.